# NGC 1949
NGC 1949 (również ESO 056-EN117) – mgławica emisyjna, znajdująca się w gwiazdozbiorze Złotej Ryby. Należy do Wielkiego Obłoku Magellana. Odkrył ją John Herschel 30 grudnia 1836 roku.